# بلتون ۳۴۹۸
سیارک ۳۴۹۸ (به انگلیسی: 3498 Belton، نامگذاری:1981EG14) سه هزار و چهارصد و نود و هشتمین سیارک کشف شده‌است که در ۱ مارس ۱۹۸۱ کشف شد.
قدر مطلق سیارک برابر ۱۳٫۵۰ است.